# Moskovsko-kazanjska željeznica
Moskovsko-kazanjska željeznica je željeznička pruga koja spaja ruski i tatarski glavni grad, odnosno gradove Moskvu i Kazanj.

## Povijest
Godine 1890. osnovano je Društvo Moskovsko-kazanjske željeznice ("Jugoistočna željeznička pruga", rus. Юго-Восточная железная дорога), koje je na zahtjev ruske vlade dobilo zadaće o provedbi izgradnje pruge između dva grada prema nacrtima inženjera Nikolaja von Mecka i poticajima poduzetnika njemačkih korijena Karla Georga Ottona von Mecka.
Gradnja je započela 1891. i trajala do sredine 1894. godine. Prilikom izgradnje željeznice, u Kazanju je 1893. izgrađen i željeznički kolodvor za robni i putnički promet.
Sovjetsko ministarstvo željeznica izdvojilo je Moskovsko-kazanjsku željeznicu u poduzeće, koje je radilo sve do 1961., kad je pruga pripojena većoj, Gorkovskoj željezničkoj pruzi.
Pruga je elektrificirana u razdoblju između 1969. i 1971.